# NGC 20
NGC 20 est une galaxie lenticulaire située dans la constellation d'Andromède. Elle a été découverte par l'astronome irlandais R. J. Mitchell en 1857. Il est généralement admis que la galaxie observée par l'astronome américain Lewis Swift le 20 septembre 1885 et ajoutée au catalogue NGC sous le numéro 6 est le même objet, ce qui en fait le premier doublon du catalogue NGC.

## Caractéristiques
Sa vitesse par rapport par rapport au fond diffus cosmologique est de 4 578 ± 38 km/s, ce qui correspond à une distance de Hubble de 67,5 ± 4,8 Mpc (∼220 millions d'al).
En raison d'une brillance de surface égale à 14,19 mag/am2, on peut qualifier NGC 20 de galaxie à faible brillance de surface (LSB en anglais pour low surface brightness). Les galaxies LSB sont des galaxies diffuses (D) avec une brillance de surface inférieure de moins d'une magnitude à celle du ciel nocturne ambiant.